# トリカヘチャタテ
トリカヘチャタテ（Neotrogla）は、コチャタテ亜目に分類されるトリカヘチャタテ属の昆虫である。トリカヘチャタテは、性の役割と生殖器の形状が他の生物と逆転しており、その形質はトリカヘチャタテ属のすべての種に共通している。和名は、男女のきょうだいが性別を入れ替えて育てられる古典文学「とりかへばや物語」に由来する。

## 生息地
トリカヘチャタテはブラジルの乾燥した洞窟で見られる。主にバットグアノを食料としている。

## 説明
ノミと同じぐらいの大きさである。Speleketorinae亜科の他の属とは、脚の前側の関節突起のある棘の存在と、その固有の生殖器によって区別することができる。雌雄ともに足根に毛があるが、雌のは著しく長い。トリカヘチャタテには分岐した後翅と茶色の前翅がある。

## 逆転した性別の役割
トリカヘチャタテのメスはgynosomeと呼ばれるペニスのような器官を持つ。メスは積極的に仲間を探す一方、オスは選択的である。交尾中、メスはオスに抱きつき、後ろから小さな生殖器の開口部を貫通する。メスのgynosomeは大きくなり、gynosomeにある小さな棘により個体がしっかりと固定される。研究者が交尾中の個体を分離しようとした際、オスは２つに引き裂かれ、生殖器官はメスに付着したままになった。交尾中、メスはオスから精子と栄養を含んだ精液を抽出するために、gynosomeを使用する。1回の交尾は40〜70時間続くことがある。
オスとメスの性器の逆転は、洞窟環境下の栄養素の欠乏によって説明できる可能性があり、メスがオスから栄養素を抽出することは進化的に有用である。昆虫の交尾行動の研究を共著した昆虫学者の吉澤和徳によれば、メスのトリカヘチャタテは、たとえ生殖適性期前であっても、オスから精液を抜き出す。もし、オスが限られた資源の大半を栄養豊富な液体の生産に費やすならば、なぜ、オスが自分のパートナーを慎重に選ぶのかを説明する助けにもなる。他の昆虫のオスは、交尾のときに栄養素のような「nuptial gift」を作ることが知られている 。メスにあるペニスのような器官の進化的起源は完全な謎である。吉澤は「通常、新しい構造は以前の構造の改変として進化している」と説明する。このような適応は、オスとメスの生殖器の構造が同時に変化する必要があるため、「例外的に困難」となるだろう。
メスがオスに生殖器を挿入する種は、タツノオトシゴのように数種知られているが、メスがペニスのような明確な器官を持っているのはトリカヘチャタテのみである。また同様に、性別の役割が逆転した例は、他のいくつかの動物に記録されている。トリカヘチャタテは、両方の特性を持つユニークな種であるようである。吉澤によれば、動物は、進化において性と性的選択の役割を研究する独特の機会を提供している。吉澤は、多くの性役割が逆転した動物の中で、なぜ、トリカヘチャタテのメスだけがペニスのような器官を精巧に進化させたのかを明らかにすることが重要であると述べている。2017年、吉澤和徳、ロドリゴ・フェレイラ、上村佳孝、チャールズ・リンハードは、トリカヘチャタテの研究の功績によりイグノーベル賞生物学賞を受賞した。

## 分類学的歴史
トリカヘチャタテは、生態学者であるRodrigo Ferreiraによって発見された。2010年に、昆虫学者であるチャールズ・リンハード（Charles Lienhard）が、新属に分類し、Neotrogla brasiliensisをタイプ種とした。それまで、Speleketorinae亜科の下位分類であるSensitibillini族の生物は、アフリカのみ生息が確認されていたが、この発見により、初めて新世界での生息が確認された。トリカヘチャタテは南アフリカに生息するAfrotrogla属に密接に関連している。

## 下位分類
2014年現在、4種が記述されている：
- N. aurora Lienhard, 2010
- N. brasiliensis Lienhard, 2010
- N. curvata Lienhard & Ferreira, 2013
- N. truncata Lienhard, 2010